# SN 2011gn
SN 2011gn – supernowa typu Ia odkryta 30 września 2011 roku w galaktyce M+13-05-36. W momencie odkrycia miała maksymalną jasność 18,00m.